# Barry Jones (Schauspieler)
Barry Jones (6. März 1893 auf Guernsey – 1. Mai 1981 ebenda) war ein britischer Schauspieler in britischen und amerikanischen Filmen. Er spielte ebenfalls Rollen im US-Fernsehen und im Theater.

## Leben und Werk
Barry Jones startete seine Karriere auf den Bühnenbrettern britischer Theater im Jahre 1921. Seine erste Filmrolle hatte er in George Bernard Shaws Helden als Bluntschli in 1932. In 1935 verkörperte er die Rolle des King Stephen im Musical Glamourous Night von Ivor Novello im Theatre Royal, Drury Lane.
Als Charakterschauspieler reüssierte er oft in Rollen von Adligen oder Gelehrten. Er hatte eine Hauptrolle in Eine Stadt hält den Atem an. Er stellte die Figur des Mr. Lundie in der 1954er Filmadaption des Musicals Brigadoon dar und spielte den Polonius in der US-amerikanischen TV-Version von Hamlet aus 1953, inszeniert vom für seine TV-Pionierarbeit bekannten Albert McCleery. Er trat auf als Claudius in Die Gladiatoren, einer Fortsetzung des biblischen Ethos Das Gewand aus den Studios der 20th Century Fox. Insgesamt war er in mehr als 60 Film- und Fernsehproduktionen zu sehen.
1962 war Barry Jones bei der Emmy-Verleihung in der Kategorie "Bester Nebendarsteller in einer Serie" für seine Rolle in der NBC-Serie Hallmark Hall of Fame (Episode: Victoria Regina) nominiert.
Barry Jones starb mit 88 Jahren auf der Insel Guernsey, auf der er auch geboren wurde.

## Filmografie (Auswahl)
- 1932: Women Who Play
- 1932: Helden (Arms and the Man)
- 1936: The Gay Adventure
- 1938: Murder in the Family
- 1943: Squadron Leader X
- 1948: Bigamie…? (Uneasy Terms)
- 1948: Sieg und Platz (The Calendar)
- 1949: Vom sündigen Poeten (The Bad Lord Byron)
- 1949: Frauen im gefährlichen Alter (That Dangerous Age)
- 1950: Madeleine
- 1950: Eine Stadt hält den Atem an (Seven Days to Noon)
- 1951: Auf falscher Spur (The Clouded Yellow)
- 1951: Serum 703 (White Corridors)
- 1951: Appointment with Venus
- 1951: Der wunderbare Flimmerkasten (The Magic Box)
- 1952: Schiff ohne Heimat (Plymouth Adventure)
- 1953: Rückkehr ins Paradies (Return to Paradise)
- 1953: Hamlet (Fernsehfilm)
- 1954: Prinz Eisenherz (Prince Valiant)
- 1954: Die Gladiatoren (Demetrius and the Gladiators)
- 1954: Brigadoon
- 1955: Der gläserne Pantoffel (The Glass Slipper)
- 1956: Alexander der Große (Alexander the Great)
- 1956: Krieg und Frieden (War and Peace)
- 1957: Die heilige Johanna (Saint Joan)
- 1958: Safeknacker Nr. 1 (The Safecracker)
- 1959: 39 Stufen (The 39 Steps)
- 1965: Sherlock Holmes’ größter Fall (A Study in Terror)
- 1965: Kennwort „Schweres Wasser“ (The Heroes of Telemark)